# Katiu
Katiu és un atol de les Tuamotu, a la Polinèsia Francesa. Administrativament és una comuna associada a la comuna de Makemo. Està situat a 25 km al nord-est de Makemo i a 13 km al nord de les illes Raevski.

## Geografia
L'atol té una forma ovalada de 27 km de llarg i 12,5 km d'ample. La superfície emergida és de 27 km². La llacuna interior, de 235 km², té un pas navegable anomenat Pakata.
La vila principal és Hitianau, situada al nord al costat del pas. La població total és de 375 habitants (cens del 2002), que viuen principalment del cultiu de perles negres i de copra. Disposa d'una església catòlica i d'un aeroport regional inaugurat el 2001.

## Història
Va ser descobert el 1820 per Fabian von Bellingshausen que el va anomenar Osten-Saken o Saken.